# Achrysocharoides reticulatus
Achrysocharoides reticulatus är en stekelart som beskrevs av Yoshimoto 1977. Achrysocharoides reticulatus ingår i släktet Achrysocharoides och familjen finglanssteklar. Inga underarter finns listade i Catalogue of Life.